# Andreas von Sommerfeld
Andreas von Sommerfeld (* um 1620; † 1682) war ein kurbrandenburgischer Generalmajor sowie kaiserlicher und Kurmainzer Generalwachtmeister, Kriegsrat und Oberzeugmeister der Artillerie. Er war Besitzer der Güter Ottmannshausen und Buttstätt bei Weimar sowie Pfandbesitzer der Burg Vargula bei Erfurt.

## Leben

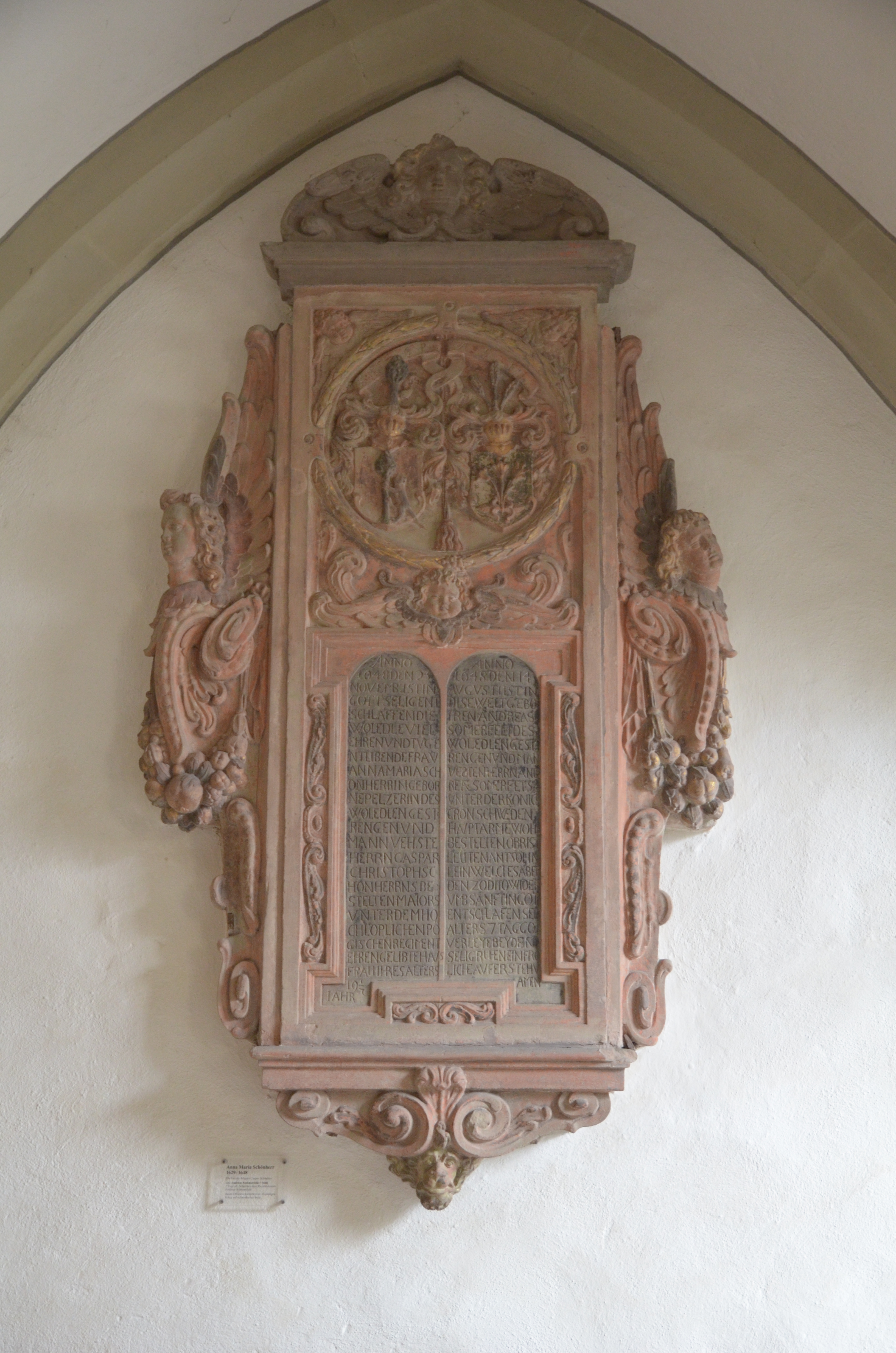
Epitaph seines Sohnes Andreas (* 1648) in der St. Johanniskirche Schweinfurt

Sommerfeld trat jung in kurmainzische Dienste. 1648 war er Oberstleutnant in schwedischen Diensten. 1651 verlieh er 20.000 Taler an die Stadt Erfurt. Dafür erhielt er das Schloss Vargula sowie einige Ländereien als Pfand. Das auf fünf Jahre angelegt Darlehn konnte aber bis 1660 nicht zurückgezahlt werden, so musste man einen neuen Vertrag aufsetzen. Als 1695 das Pfand endlich eingelöst wurde betrug die Restschuld noch 19.500 Taler.
1664 führte er Brandenburger und Franzosen, um Erfurt wegen der Reichsexekution zu belagern. Sommerfeld war 1672 kurbrandenburgischer Oberst. Er avancierte 1674 zum Generalwachtmeister und Führer einer gemischten Abteilung zur Verteidigung Berlins gegen die Schweden. Im Jahre 1675 wurde er zum Generalmajor befördert und nahm in den Jahren 1675 bis 1679 am Schwedisch-Brandenburgischen Krieg, insbesondere der Besetzung der Pässe im Rhinluch zwischen Oranienburg und Havelberg, dem Gefecht von Kremmen und dem Pommernfeldzug teil.
Bereits 1651 wurde er Mitglied der Fruchtbringenden Gesellschaft. Sein Beiname war dort: „der Gewappnete“, sein Bild: „das Eisenhütlein“ und sein Wahlspruch: „Tötet die Wölfe“.
Sommerfeld war mit Anna Katharina von Peltzer(in) a.d.H. Dalgen vermählt. Das Paar hatte einen Sohn Andreas (* 1648) der bereits nach einer Woche verstarb. Das Epitaph des Kindes befindet sich in der St. Johannis-Kirche in Schweinfurt. Die Tochter Katharina Elisabeth heiratete Christian Ehrenfried von Pöllnitz auf Mollwitz. Anna Marie heiratete 1666 Artesis Schutz aus Estenbrück bei Bremen. Juliane Sophie heiratete Gustav Anton von Roden, Hauptmann der Leibgarde in Hannover. Von seinen Söhnen überlebten Kasper Friedrich († 1702 bei Kaiserswert) und Karl Christian. Der letztere erbte das sächsische Gut Wörth und war mit Hedwig von Berlepsch verheiratet. 